# Bartomeu Oliver Martí
Bartomeu Oliver Martí (Felanitx, Mallorca, 1894 - Palma, Mallorca, 1988) fou músic, entre els anys 1909 i 1931 va ser músic militar a Palma i Inca. Fundà les Bandes de Música La Musa de Selva i L'Orquestra Filharmònica Balear de Palma. Fou director de la Banda de Música de l'Ajuntament d'Inca. L'any 1935 ingressà a l'Escola Normal de Música de París on perfeccionà els estudis de composició general. És autor de més de dues-centes composicions: com Simfonia Número 1, Cançó de març, Cantata, Sons de Mallorca, Himne a Mallorca, Escena incaica i Nadal.